# فيل هايات
فيل هايات (بالإنجليزية: Phil Hiatt)‏ هو لاعب كرة قاعدة أمريكي، ولد في 1 مايو 1969 في بينساكولا في الولايات المتحدة.

## وصلات خارجية
- فيل هايات على موقع دوري كرة القاعدة الرئيسي (الإنجليزية)
- فيل هايات على موقع الدوري الياباني لكرة القاعدة (الإنجليزية)
- فيل هايات على موقعبيزبول رفرنس.كوم (الدوري الرئيسي) (الإنجليزية)
- فيل هايات على موقعبيزبول رفرنس.كوم (الدوري الثانوي) (الإنجليزية)
- فيل هايات على موقع إي إس بي إن.كوم (أم.أل.بي) (الإنجليزية)
- فيل هايات على موقع مشجعي الرسوم البيانية (الإنجليزية)